# Caryospora heterodermus
Caryospora heterodermus – gatunek pasożytniczych pierwotniaków należący do rodziny Eimeriidae z podtypu Apicomplexa, które kiedyś były klasyfikowane jako protista. Występuje jako pasożyt węży. C. heterodermus cechuje się tym iż oocysta zawiera 1 sporocystę. Z kolei każda sporocysta zawiera 8 sporozoitów. Obecność tego pasożyta stwierdzono u Philothamnus heterodermus należącego do rodziny połozowatych (Colubridae).